# Новые Галешты
Новые Галешты (рум. Găleştii Noi, Гэлештий Ной) — село в Страшенском районе Молдавии. Наряду с селом Галешты входит в состав коммуны Галешты.

## География
Село расположено на высоте 116 метров над уровнем моря.

## Население
По данным переписи населения 2004 года, в селе Гэлештий Ной проживает 1199 человек (611 мужчина, 588 женщин).
Этнический состав села:
| Национальность | Число жителей | Процентный состав |
| -------------- | ------------- | ----------------- |
| молдаване      | 1193          | 99.5              |
| украинцы       | 3             | 0.25              |
| русские        | 1             | 0.08              |
| румыны         | 1             | 0.08              |
| прочие         | 1             | 0.08              |
| Всего          | 1199          | 100 %             |